# Neocteniza minima
Espèce
Neocteniza minima est une espèce d'araignées mygalomorphes de la famille des Idiopidae.

## Distribution
Cette espèce se rencontre en Argentine dans les provinces de Jujuy et de Salta, en Bolivie dans les départements de La Paz et de Santa Cruz et au Brésil au Mato Grosso do Sul et au Goiás,,.

## Description
Le mâle décrit par Rossi, Ghirotto, Galleti-Lima, Indicatti et Guadanucci en 2021 mesure 5,60 mm et la femelle 14,38 mm, les mâles mesurent de 4,05 à 6,88 mm et les femelles de 11,00 à 14,38 mm.

## Publication originale
- Goloboff, 1987 : « El genero Neocteniza Pocock, 1895 (Araneae, Mygalomorphae, Idiopidae) en la Argentina y Paraguay. » Journal of Arachnology, vol. 15, no 1, p. 29-50 (texte intégral).